# Seynod
Seynod är en kommun i departementet Haute-Savoie i regionen Auvergne-Rhône-Alpes i sydöstra Frankrike. Kommunen ligger i kantonen Seynod som tillhör arrondissementet Annecy. År 2018 hade Seynod 21 595 invånare.

## Befolkningsutveckling
Antalet invånare i kommunen Seynod
| Referens: INSEE |